# Stigmata

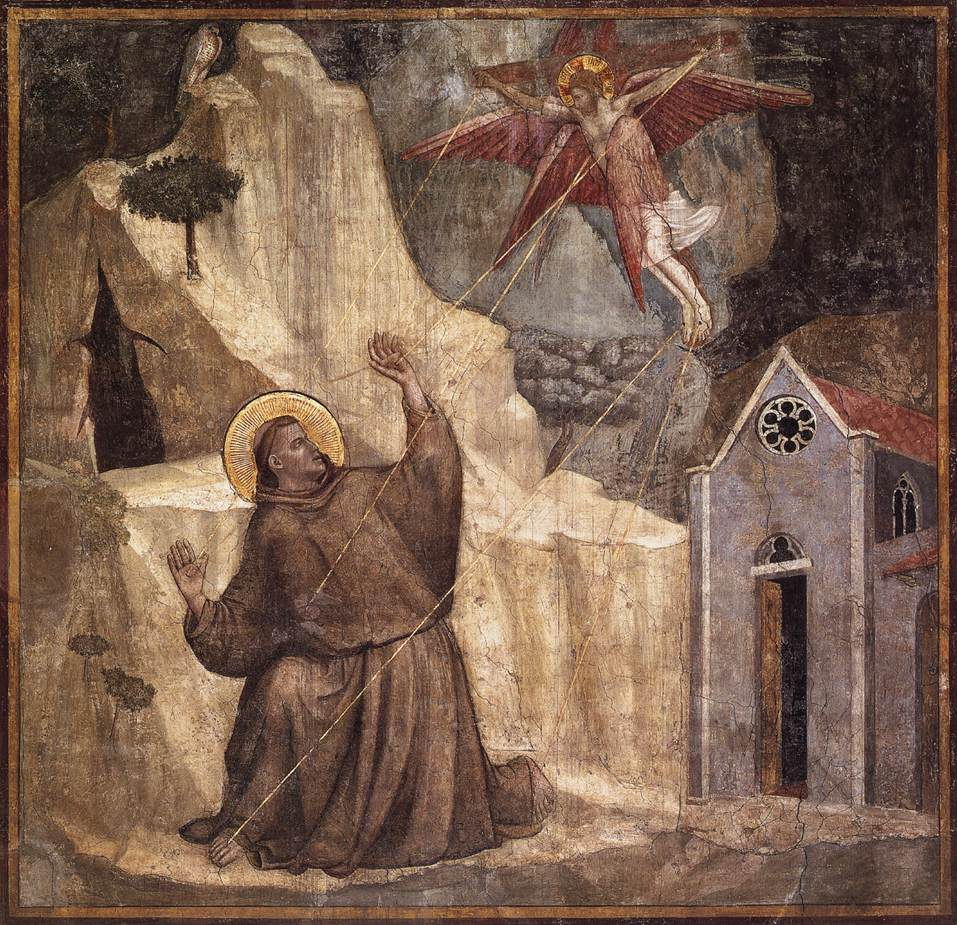
Stigmatizace sv. Františka (Giotto)

Jako stigmata (množné číslo od pův. řeckého stigma, znamení) se označují rány na těle v místech, kde měly být způsobeny Ježíši Kristu během ukřižování. V křesťanském mysticismu je vnímán jako zázračný jev. Nejznámějším katolickým nositelem stigmat je svatý František z Assisi.

## Charakteristika
Rány se zpravidla objevují v místech označovaných Kristovy rány nebo Pět ran Kristových: otvory po hřebech v dlaních a nohách a rána v boku od tzv. svatého kopí. Údaje o ranách pocházejí z Janova evangelia, kde se píše o probodení boku během ukřižování a o ráně v boku a otvorech po hřebech v rukách ve scéně s nevěřícím Tomášem. Dále se může jednat o jiné rány způsobené během pašijí, například od trnové koruny.

## Nositelé stigmat

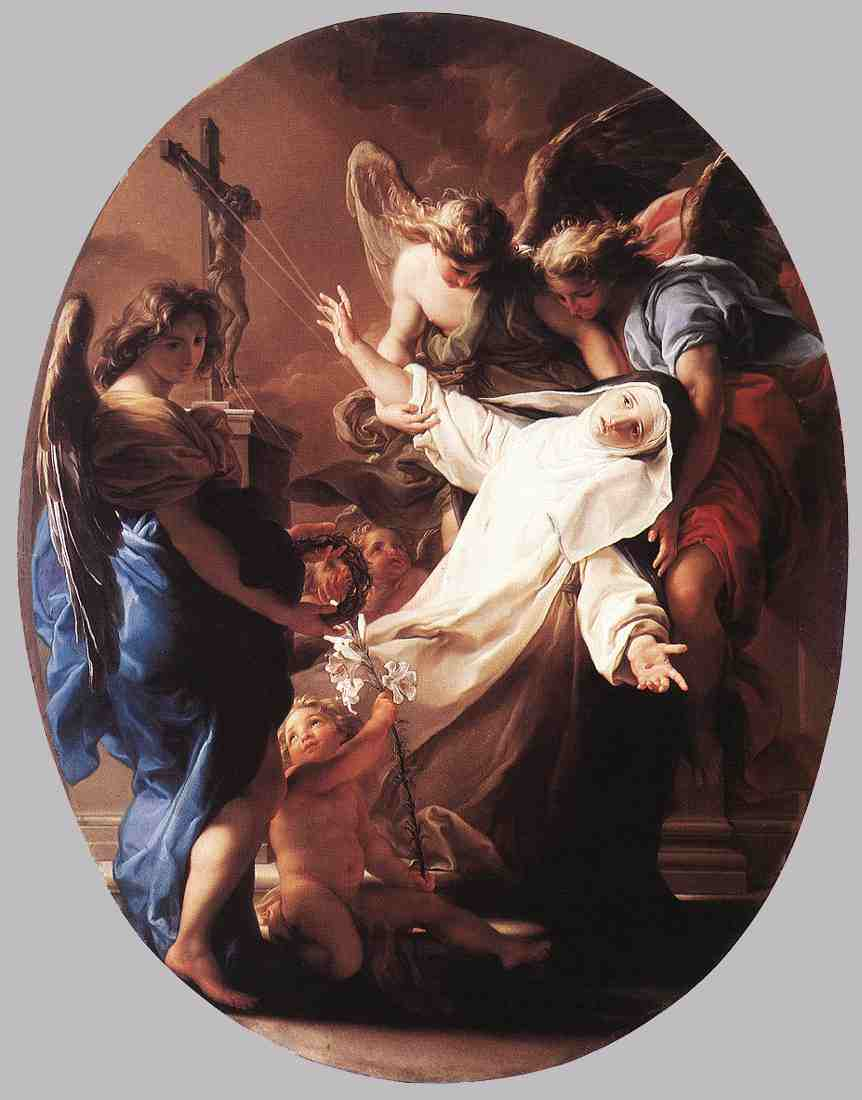
Svatá Kateřina Sienská

Za prvního nositele stigmat je obvykle považován sv. František z Assisi, který je měl získat na hoře La Verna (u Chiusi della Verna) dne 17. září 1224. Podobné případy se však objevují i o něco dříve, roku 1222 v Anglii u dvou lidí, kteří byli ovšem upáleni na hranici jako kouzelníci, nebo belgická mystička Marie z Oignies († 1213), která se záměrně zranila, aby mohla nosit Kristovy rány.
V pozdním středověku se potom osob se stigmaty objevuje velké množství, mezi jinými Lukardis z Oberweimaru, Kateřina Sienská, Gertruda z Oosten, Kateřina Janovská, Kateřina z Ricci. Toto rozšíření má souvislost i se zbožností zaměřenou k úctě ukřižovaného Krista a k jeho utrpení. Bolestná zranění nemusela být vždy viditelná – tak Kateřina Sienská mohla pozorovat svá stigmata podle své výpovědi pouze sama.[zdroj?]

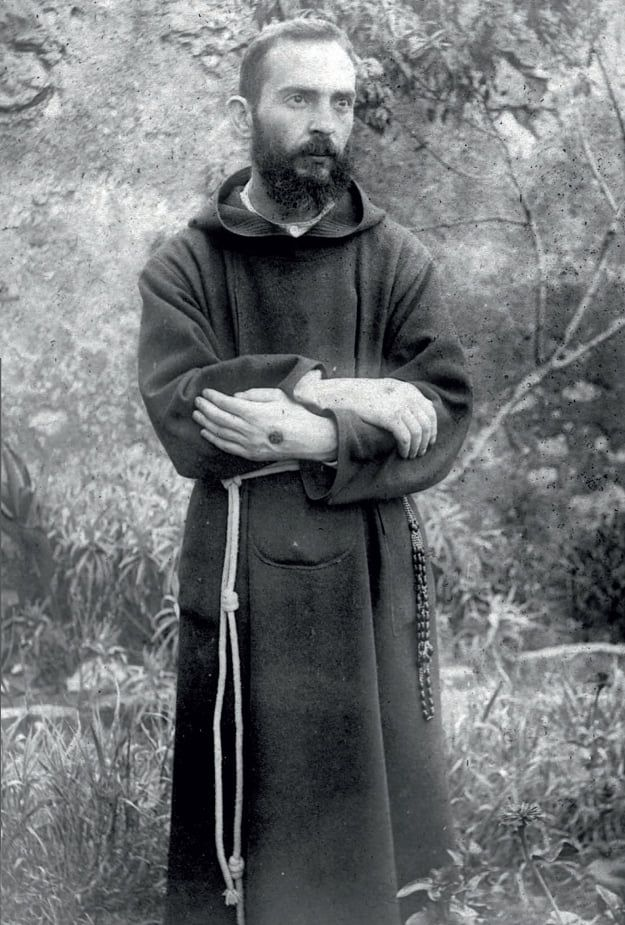
Páter Pio z Pietrelciny

Stigmata se objevují i u osob v moderní době. U patera Pia se podle jeho výpovědi vyskytly po duchovním zážitku, a to již v mladém věku.
Další nositelkou byla Therese Neumann von Konnersreuth, která v průběhu svého života trpěla 6 stigmaty a měla i dar uzdravování a zároveň byla breathariánkou.
Asi nejznámější stigmatičkou současnosti je Catalina Rivas žijící v Bolívii. U ní se stigmata objevují jen jednou do roka na velký pátek.
Dalším současným nositelem stigmat je P. James Manjackal. Stigmata se u něj projevují zejména při mši svaté při proměňování.

## Duševní stigmata
Stigmata nemusejí být přímo fyzickými ranami, ale také duševním stavem, ve kterém člověk trpí s Kristem a ztotožňuje se s ním a jeho utrpením.

## Zpochybnění
Stigmata také bývají vykládána jako psychosomatický jev nebo rány, které si postižený sám přivodil.
Lidé si také způsobují stigmata, aby byli prohlášeni za svaté nebo z důvodů podmíněných nějakou specifickou duševní poruchou; mezi takové případy patří například Magdalena de la Cruz (1487–1560), která přiznala, že se u ní jedná o podvrh.
Z vědeckého pohledu mívají stigmata zásadní rozkol s historickými fakty, jelikož u lidí se stigmaty se objevují na dlaních rukou, což neodpovídá metodice, kterou během ukřižování používali staří Římané, kteří své oběti přitloukali na kříž přes zápěstí. (Ukřižovaný za dlaně by nevydržel vlastní váhu svého těla a z kříže by spadl, což vedlo k přibití člověka na kříž přes zápěstí, kdy se hřeb umisťoval mezi malé kůstky v zápěstí.) Předpokládá se, že stigmata na dlaních jsou odrazem toho, jak je zachycují umělecké představy na mnohých náboženských malbách, a nikoliv toho, jak byl skutečně Ježíš Kristus ukřižován.
Dlužno podotknout, že ačkoliv byl Ježíš Kristus opravdu přibit hřeby do zápěstí (jak dokazuje mimo jiné Turínské plátno), nejsou stigmata v dlaních popřením této skutečnosti. Jejich smysl je totiž duchovní a mystický, nemají představovat zprávu pro anatomii nebo kriminologii o přesné podobě Ježíšova ukřižování, spíše jsou duchovním poselstvím pro každého člověka - každý hřích způsobil podle křesťanské teologie Ježíši strašné utrpení, proto jsou důkazem velké Boží lásky k člověku. Také sloužily jako prostředek konkrétním světcům k nejniternějšímu sjednocení s Kristem.